# Alpheus galapagensis
Alpheus galapagensis (лат.) — вид креветок из семейства Alpheidae.

## Распространение и экология
Восточная часть Тихого океана (от Мексики и Панамы до Колумбии и Галапагосских островов). Встречаются на глубинах 0—37 м. Скалистое или смешанное песчано-каменистое дно, под камнями; также под кораллами и коралловыми обломками на рифах Pocillopora и в приливных бассейнах среди лавовых потоков. Анкер и др. (2007) также сообщили, что некоторые экземпляры встречаются с так называемыми «огненными» многощетинковыми червями (Amphinomidae) в, по-видимому, защитной факультативной ассоциации.

## Описание
Мелкие ракообразные. Самец, общая длина 42 мм, длина большой клешни 21 мм, малой — 14 мм; самка, общая длина самки 30,5 мм. Ростральный киль узко закруглен дорсально, не резко расширен кзади от глаз; орбиторостральная борозда нечетко отграничена сзади. Таксон принадлежит к видовой группе Edwardsii species group внутри рода Alpheus. Морфологически сходен с видами Alpheus millsae Anker, Hurt and Knowlton, 2007 и Alpheus nuttingi (Schmitt, 1924). Alpheus galapagensis легче всего отличить от A. millsae и A. nuttingi по наличию небольшого шипа на ишиуме третьего переопода (отсутствует у A. millsae и A. nuttingi), а также по бледно-оранжевым усикам (бледно-голубые у A. millsae и A. nuttingi).
Вид был впервые описан в 1933 году по материалам из вод Галапагосских островов (Floreana, Post Office Bay, Ranvik, Эквадор) под названием Alpheus strenuus var. galapagensis Sivertsen, 1933. В 2000 году его синонимом признан (McClure and Wicksten, 2000) таксон Alpheus canalis Kim et Abele, 1988, выделенный в 1988 году американскими зоологами Воном Кимом и Лауренсом Абелем (Kim W., Abele L. G., Department of Biological Science, Florida State University, Tallahassee, Флорида, США; названный по признаку наличия бороздки на тельсоне, от латинского слова canalis — борозда). А в 2003 году (Wicksten and Hendrickx, 2003) также с A. galapagensis синонимизирован таксон Alpheus cryptodentatus Christoffersen and Ramos, 1988.